# Tóth István (zenész, 1960)
Tóth István (Budapest, 1960. december 25. –) magyar színész, zenész.

## Pályafutása
Gyerekkorát Budapesten töltötte, gyerekszínészként több játékfilmben szerepelt, szinkronizált. Gimnazista éveiben a Madách Színházban játszott, majd egy évadot a Vígszínházban töltött. Ruszt József társulatához szegődött, tagja volt a Várszínháznak, majd a Szegedi Nemzeti Színháznak. Az 1980-as években a zalaegerszegi Hevesi Sándor Színházban játszott. Előadóművészi képesítést szerzett.
Gitározott és énekelt, színházi zenéket állított össze és komponált. 1985–1987 között a BTK trióban játszott. 1998-ban megalapította a Hétrét együttest, amely a hazai világzenei együttesek élvonalába került. 2005-től a Neil Young Sétány (NYS) tagja. 2007 óta tagja a Magyar Zeneszerzők Egyesületének. A Hétrét zenekarral négy lemezt készített, a NYS együttessel kettőt.
2001-től rendszeresen jár az Amerikai Egyesült Államokba, turnézik, rendez és játszik. 2009 óta a New York-i Magyar Színház tagja.

## Diszkográfia
- The Seventh Meadow (Irish Songs) (1998) - Hétrét
- Hetric Free Folk (2000) - Hétrét
- Nembánomból vanabánom - freefolk 2. (2004) - Hétrét
- Hommage á Neil Young (2006) - NYS
- Eriggy Az Utamra (2008) - Hétrét
- Neil Young Sétány 2 (2009) - NYS